# Yun-Ho Park
Yun-Ho Park (en coréen : 박윤호) est un astronome sud-coréen.

## Biographie
Le Centre des planètes mineures le crédite de la découverte de deux astéroïdes, effectuée entre 2000 et 2001, avec la collaboration de Young-Beom Jeon et de Kyoung-Ja Choo.
| (94400) Hongdaeyong | 25 septembre 2001 |
| (106817) Yubangtaek | 6 décembre 2000   |